# Memecylon vitiense
Memecylon vitiense är en tvåhjärtbladig växtart som beskrevs av Asa Gray. Memecylon vitiense ingår i släktet Memecylon och familjen Melastomataceae. Inga underarter finns listade i Catalogue of Life.